# أخورلو
أخورلو (بالفارسية: آخورلو) هي قرية تقع في أذربيجان الغربية في إيران. يقدر عدد سكانها بـ 66 نسمة .